# PAZ-672
Der PAZ-672 (russisch ПАЗ-672) ist ein Minibus des sowjetischen Herstellers Pawlowski Awtobusny Sawod. Das Fahrzeug wurde von 1968 bis 1989 in Serie produziert und fand eine weite Verbreitung in Russland und anderen Staaten des ehemaligen Ostblocks. Fast 300.000 Stück wurden in diversen Varianten produziert, von denen einige noch heute, rund 30 Jahre nach Ende der Produktion, genutzt werden. Auf Basis des PAZ-672 wurde speziell für schlechte Straßenverhältnisse ein Allradbus gebaut, der PAZ-3201.

## Historie

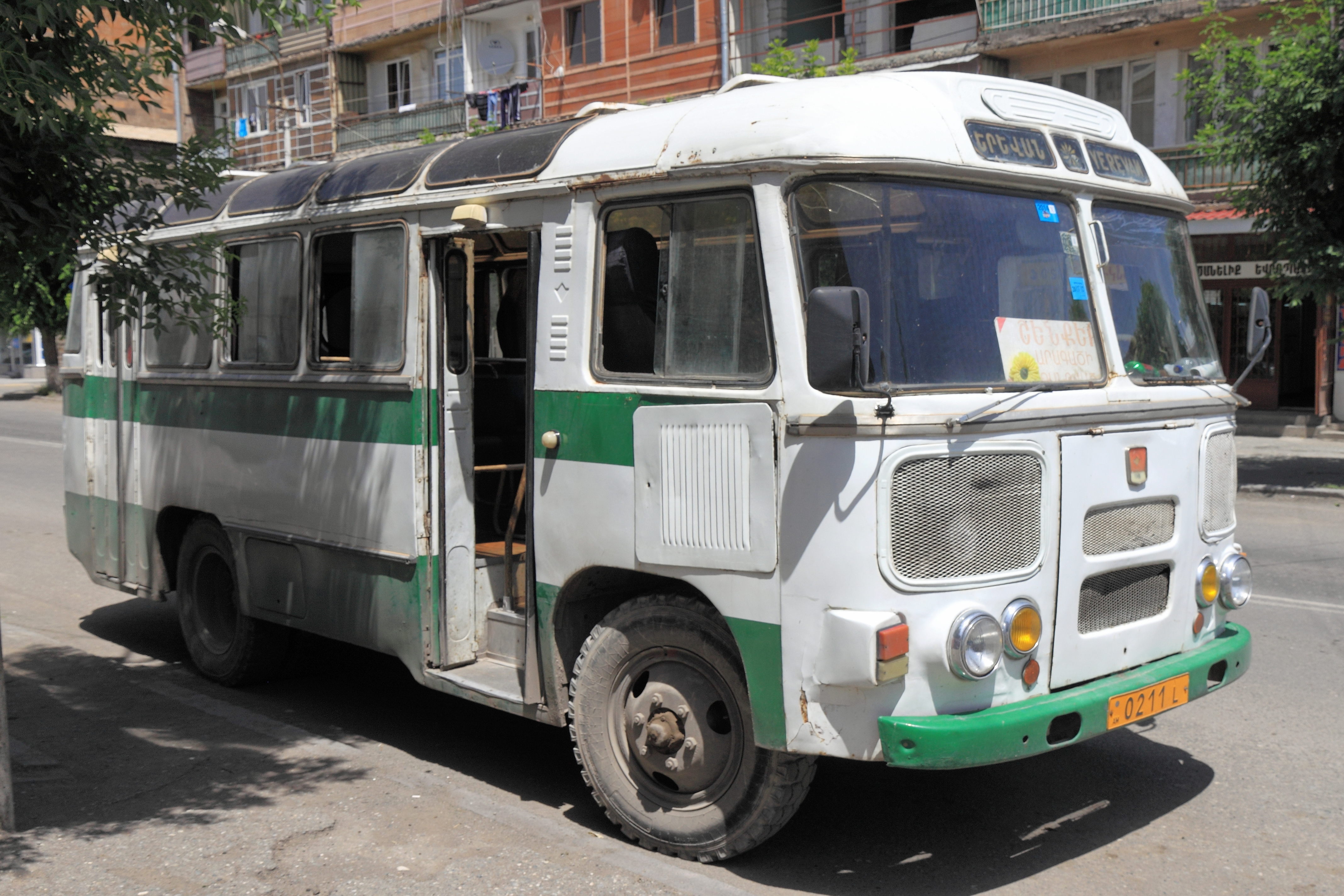
Ein PAZ-672 in Armenien (2014)

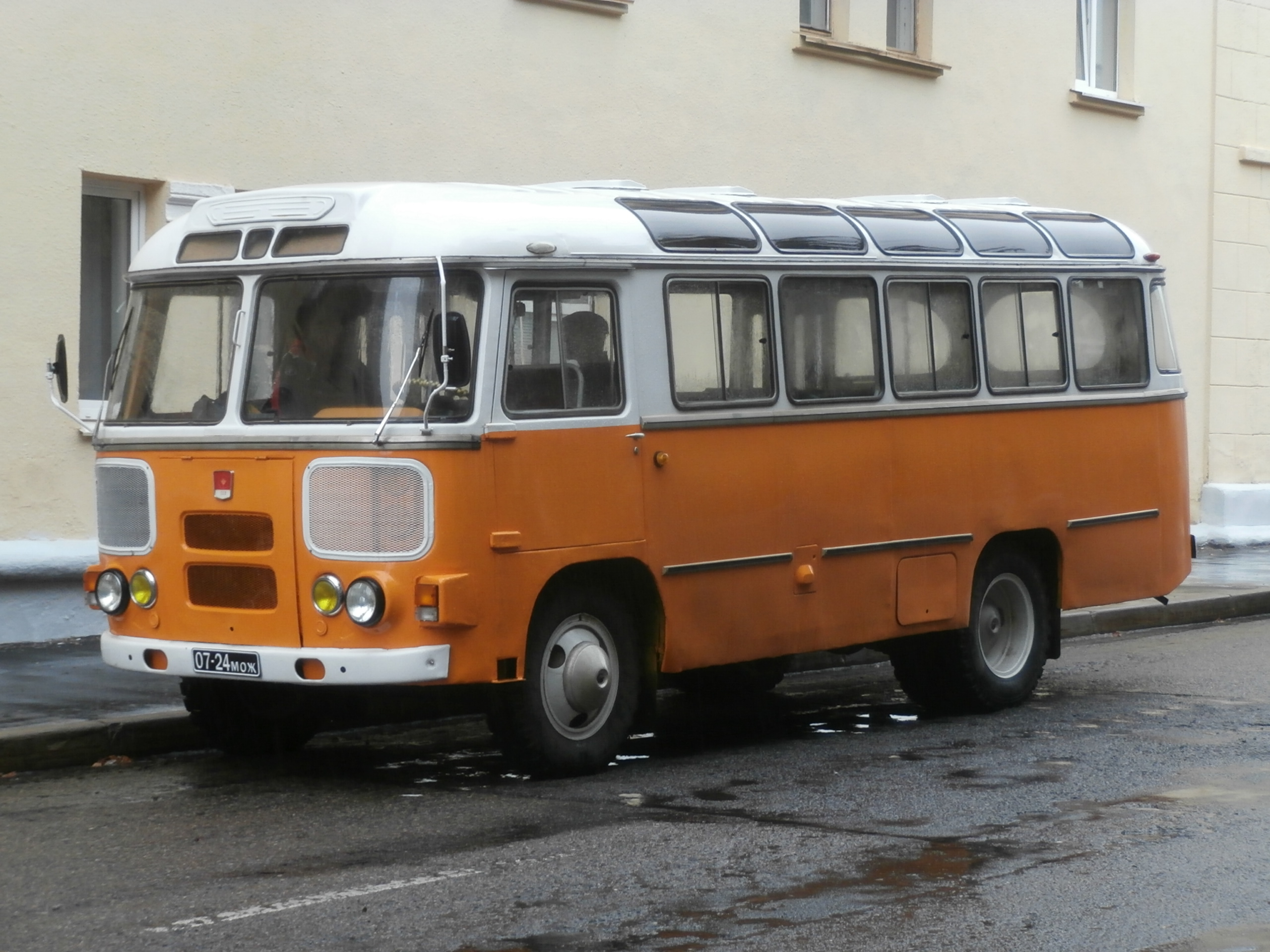
Ein PAZ-672 in Minsk (2014)

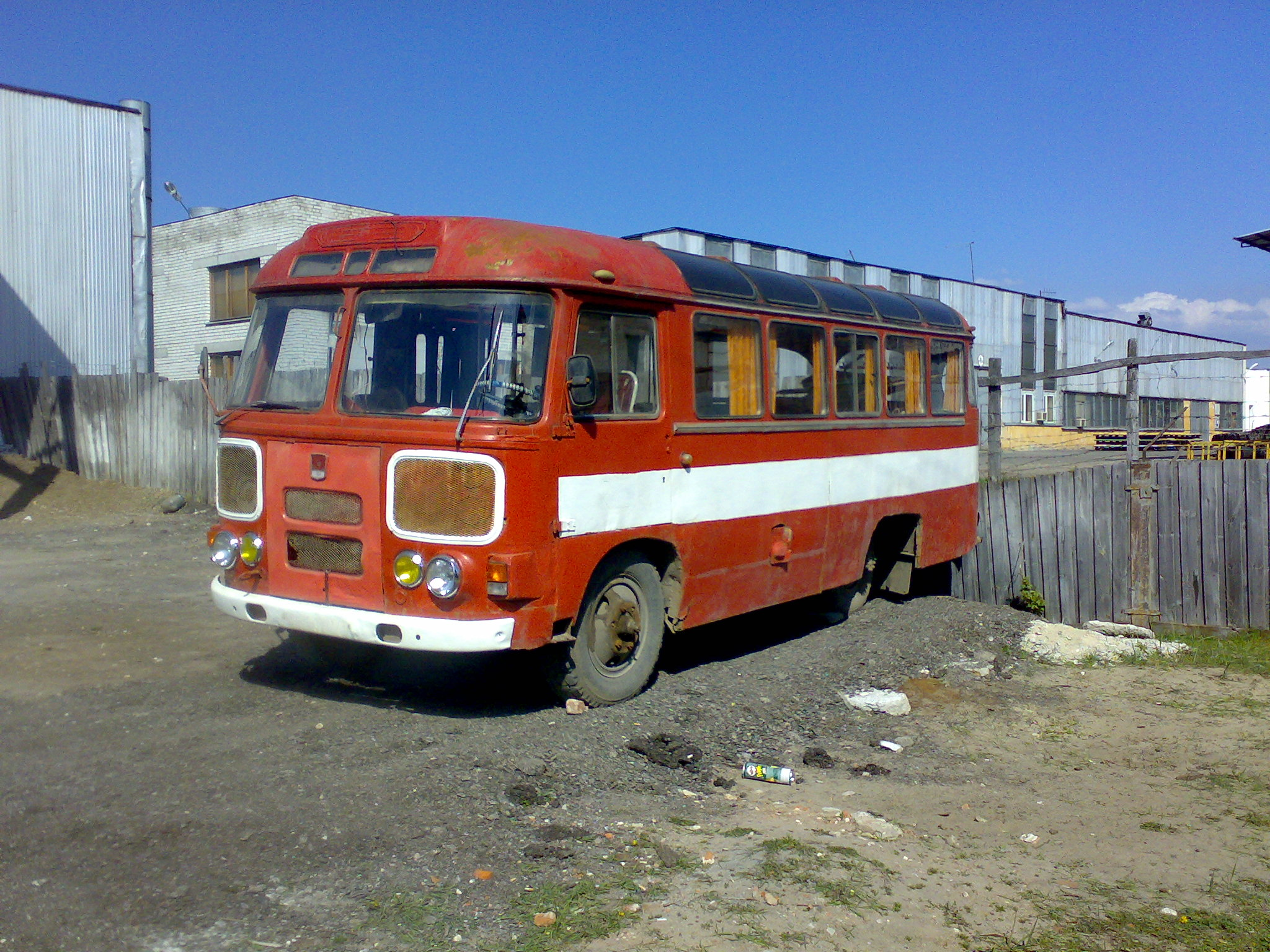
Abgestellter PAZ-672 (2007)

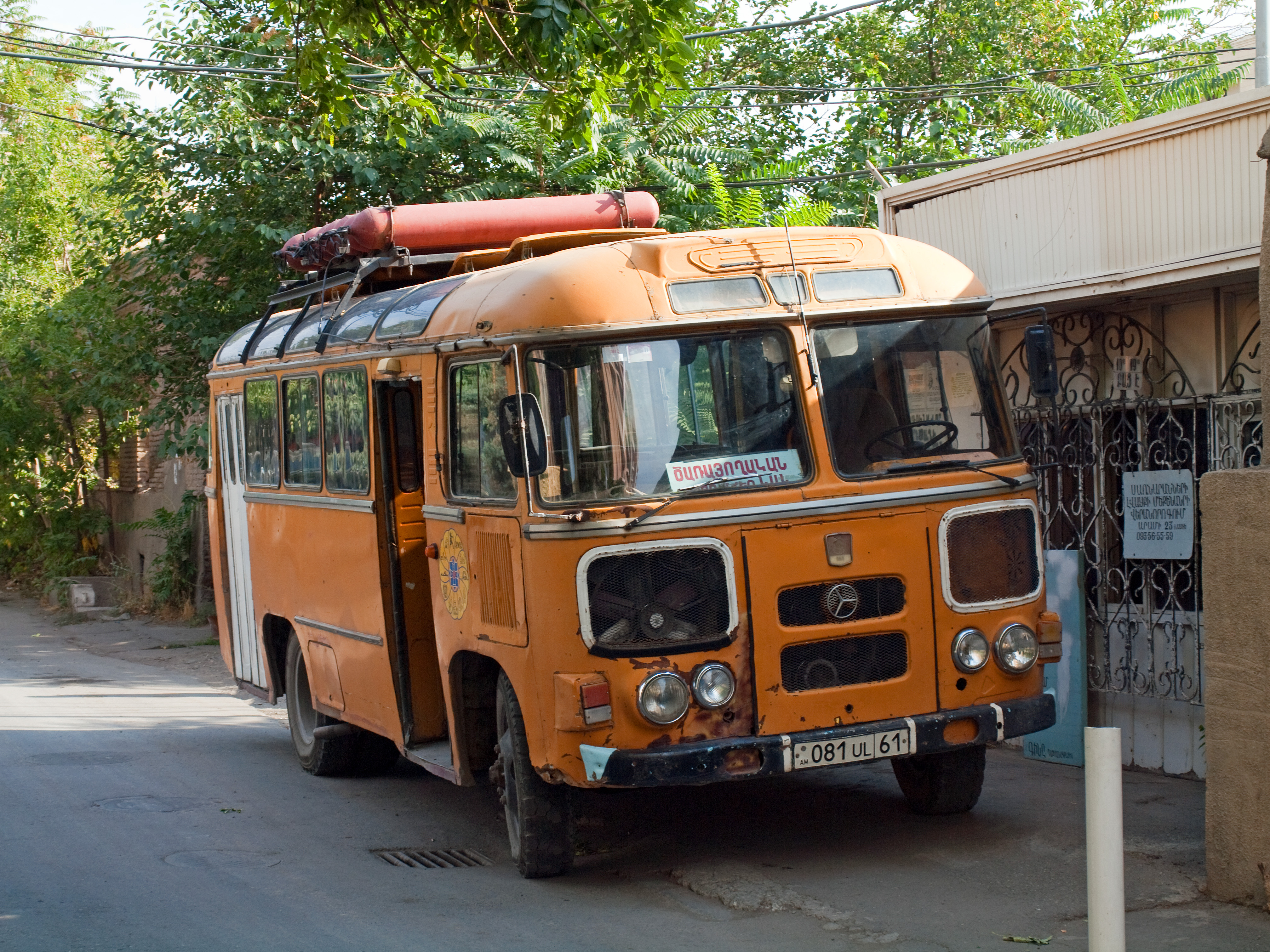
Ein PAZ-672 in Jerewan mit Antrieb durch Autogas. Die Gastanks befinden sich auf dem Dach (2011)

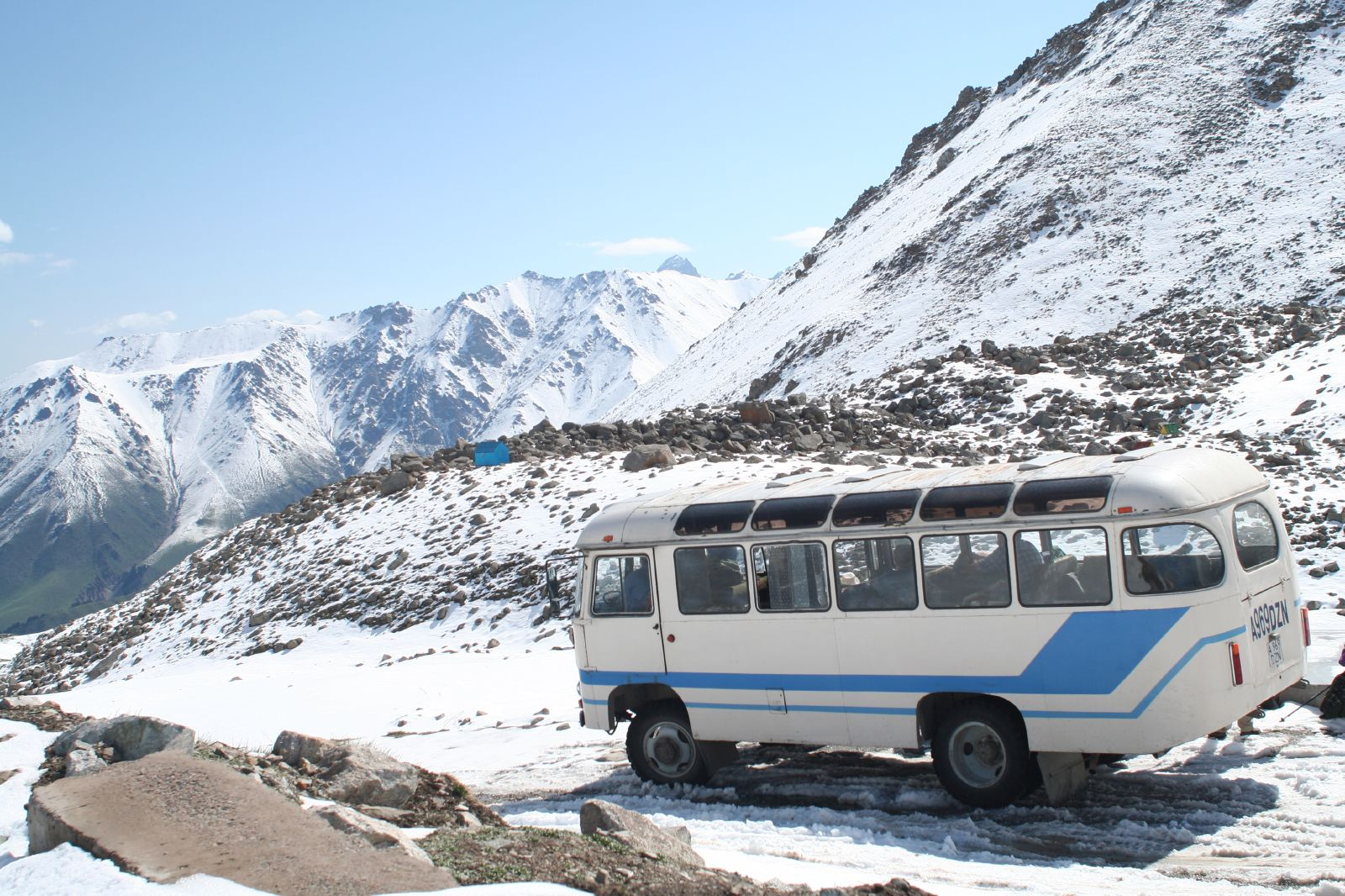
Ein PAZ-3201 mit Allradantrieb in den Bergen Kasachstans (2007)

Ursprünglich war der Produktionsstart des PAZ-672 schon für 1965 geplant, das Projekt verzögerte sich jedoch. 1966 wurde die Arbeit an mehreren Prototypen beendet, die im Anschluss auf eine Probefahrt von Pawlowo bis Jerewan und zurück geschickt wurden. Erst im November 1967 hatte PAZ schrittweise begonnen, den seit 1958 gefertigten PAZ-652 aus dem Programm zu nehmen. Bis Jahresende waren die ersten zehn Busse des neuen Typs PAZ-672 hergestellt, Ende 1968 lief der letzte PAZ-652 vom Band. Grund für die Verzögerungen waren größere Umbauten am Werk und der Einrichtung.
Ursprünglich war geplant, die Karosserieform neu zu gestalten, die nach wie vor dem PAZ-652 stark ähnelt. Im laufenden Betrieb sollten dafür Anlagen getauscht und erweitert werden. Dies unterblieb letztlich aus unbekannten Gründen. Die Fahrzeuge unterscheiden sich so hauptsächlich in der verbauten Technik, optisch jedoch kaum. Der Motor des Fahrzeugs ist baugleich mit dem des Lastwagen GAZ-53A, das Getriebe ebenso. Die Armaturen wurden vom Bus ZIL-158 übernommen und einige Fahrwerksteile entstammen dem ZIL-130. 1979 wurde die Lichtanlage überarbeitet.
1982 überarbeitete der Hersteller das Fahrzeug, was durch die Bezeichnung PAZ-672M kenntlich gemacht wurde. Bis 1989 liefen von der Grundvariante 190.150 Fahrzeuge vom Band, insgesamt wurden 288.688 Einheiten aller Modellvarianten gebaut. Nachfolger wurde der PAZ-3205, auf dessen Basis ab Ende 1989 auch alle Spezialfahrzeuge gefertigt wurden.

## Modellvarianten
Im Laufe der fast 25-jährigen Produktionsgeschichte wurden immer wieder Abwandlungen am Fahrzeug vorgenommen. Außerdem wurden diverse Spezialfahrzeuge auf Basis des PAZ-672 hergestellt, die teilweise nichts mehr mit der ursprünglichen Bestimmung – dem Passagiertransport – zu tun hatten. Die Liste ist nicht abschließend.
- PAZ-672 – Grundmodell, gebaut 1968–1982.
- PAZ-672M – Grundmodell, gebaut 1982–1989, zu Gunsten des Nachfolgers PAZ-3205 eingestellt.
- PAZ-672A – Prototyp eines Ausflugsbusses von 1967, nur ein Exemplar wurde gefertigt.
- PAZ-672WJu – von 1971 bis 1989 produziertes fahrfertiges Fahrgestell, welches für den Export nach Kuba bestimmt war. Zeitweilig wurde eine Jahresproduktion von 2500 Stück erreicht. In Kuba wurden eigene Buskarossen montiert.
- PAZ-762D – Experimentalversion mit Dieselmotor aus den 1980er Jahren. Das Konzept wurde nach wenigen Fahrzeugen verworfen, da der Motor schlecht in den Motorraum des Busses passte.
- PAZ-672G – Spezialversion für bergige Gegenden. An den Fahrgastsitzen wurden Sicherheitsgurte verbaut, die Dachverglasung wurde entfernt und das Bremssystem verbessert. Außerdem verfügte der Bus über einen zweiten Kraftstofftank von ebenfalls 105 Liter Fassungsvermögen.
- PAZ-672K – Prototyp mit überarbeiteter eckiger Karosserie. Das Fahrzeug entstand in den 1970er Jahren und ging nicht in die Serienfertigung.
- PAZ-672S – Variante für den Einsatz in nördlichen Gebieten mit Doppelverglasung und rotem oder orangem Signalanstrich.
- PAZ-672T – „Tourist“-Version mit bequemeren Sitzen mit hoher Rückenlehne und manuell zu öffnenden Türen.
- PAZ-672TL – Nur zehn Stück wurden als Spezialanfertigung für die Olympischen Spiele 1980 hergestellt.
- PAZ-672U – Exportversion für gemäßigte Klimazonen.
- PAZ-672Ju – Exportversion für Staaten mit tropischem Klima.
- PAZ-3201 – Allradversion des PAZ-762. Deutliches Unterscheidungsmerkmal ist neben der Antriebsart, dass der PAZ-3201 nur über eine Passagiertür verfügt, der PAZ-762 über zwei.
- PAZ-3742 und PAZ-37421 – Diese Fahrzeuge erhielten eine geschlossene Karosserie sowie eine Kühlung und wurden somit als Lastwagen zum Transport für verderbliche Waren eingesetzt. Erste Prototypen erschienen 1977, die Serienproduktion begann 1981.
- PAZ-3916 – Spezialfahrzeug in Form eines Übertragungswagens für Fernsehübertragungen. Der Stückpreis eines solchen Fahrzeugs lag bei 250.000 Rubel, insgesamt wurden 16 Stück gebaut.
- WgArZ-3928 – Ein Blutspendemobil auf Basis des PAZ-672.
- KS-201 – Ein Leichenwagen auf Basis des PAZ-672. Standardmäßig wurde ein schwarzes Farbband unter der Fensterlinie auflackiert.

## Technische Daten
Für das Grundmodell PAZ-672.
- Motor: V8-Ottomotor
- Motortyp: ZMZ-672
- Hubraum: 4,25 l
- Leistung: 85 kW (115 PS)
- Getriebe: mechanisch, 4 Vorwärtsgänge
- Kupplung: Einscheiben-Trockenkupplung, hydraulisch betätigt
- Höchstgeschwindigkeit: 80 km/h
- Verbrauch: 20,5 l/100 km
- Tankinhalt: 105 l
- Türen: 2 (+ Fahrertür)
- Türbreite: 724 mm
- Antriebsformel: (4×2)

Abmessungen und Gewichte
- Länge: 7150 mm
- Breite: 2440 mm
- Höhe: 2950 mm
- Radstand: 3600 mm
- Bodenfreiheit: 320 mm
- Spurweite vorne: 1940 mm
- Spurweite hinten: 1690 mm (Doppelbereifung)
- Stehhöhe im Passagierraum: 1886 mm
- Leergewicht: 4365 kg
- Zuladung: 3695 kg
- Zulässiges Gesamtgewicht: 8060 kg
- Sitzplätze: 23+1
- Stehplätze: 22